# Lens (genre)
Pour les articles homonymes, voir Lentille et Lens.
 (octobre 2016).
Si vous disposez d'ouvrages ou d'articles de référence ou si vous connaissez des sites web de qualité traitant du thème abordé ici, merci de compléter l'article en donnant les références utiles à sa vérifiabilité et en les liant à la section « Notes et références ».
Genre
Classification phylogénétique
Lens est un genre de plantes à fleurs de la famille des Fabaceae, sous-famille des Faboideae, tribu des Fabeae. Il comprend cinq espèces de petites plantes. Les graines comestibles sont appelées « lentilles ».

## Caractéristiques générales

### Aire de répartition
Le genre Lens est originaire des régions tempérées et chaudes de l'Ancien Monde (Europe méridionale, Moyen-Orient, Asie centrale, Afrique du Nord).
La lentille cultivée a été largement répandue par la culture.

### Les espèces
Proche des genres Vicia (vesce) et Pisum (les petits pois), ce genre comprend cinq espèces d'après BioLib (19 mai 2018) :
- Lens culinaris ou Vicia lens Medik. 1794, la lentille cultivée
- Lens ervoides (Brign.) Grande
- Lens lamottei Czefr.
- Lens nigricans (M.Bieb.) Godr.
- Lens orientalis (Boiss.) Schmalh.

Seule la première est cultivée.

### Marques de qualité
En France, la lentille verte du Puy (Haute-Loire) bénéficie d'une appellation d'origine contrôlée (AOC).
La lentille verte du Berry a obtenu le label rouge. Cette dernière est produite dans les départements du Cher et de l'Indre.

## Utilisation
La lentille cultivée, originaire du bassin méditerranéen, est une plante annuelle de petite taille, à feuilles bipennées munies d'une vrille terminale. Les gousses contiennent deux graines aplaties. Le nom de cette forme aplatie a été donné à certains instruments optiques.

La lentille, en raison de ses qualités nutritives exceptionnelles a souvent été considérée comme la « viande du pauvre », notamment en période de guerre. Le Bulletin de Lille, de décembre 1915, durant le premier hiver de guerre encourage les Lillois à en manger : 

« reconnaissons que les lentilles sont plus riches en albumine que la viande et les œufs ! Une ration de 200 gr. de lentilles introduit dans notre corps 52 grammes d'albumine, nécessaires pour 24 heures, et ne coûte que 0 f. 14. »

### Cuisson
Les lentilles sont plus tendres cuites dans de l’eau additionnée de bicarbonate de soude. Elles sont mieux cuites dans l’eau basique car l’acidité du milieu de cuisson détermine l’amollissement des légumes.
Les végétaux sont composés de cellules jointes par une lamelle pariétale, composée de pectine et de cellulose que l'on doit attendrir en changeant le ciment pectique. En milieu acide, les molécules de pectine sont neutralisées : leurs groupes carboxylate –COO– captent les atomes d'hydrogène, de sorte que les groupes résultants –COOH sont électriquement neutres. Les molécules de pectine n’exercent pas de répulsion électrique les unes sur les autres ; elles restent associées et les lentilles restent dures. En revanche, le bicarbonate de soude provoque l’ionisation des groupes acide carboxylique –COOH en –COO– , de sorte que les répulsions électrostatiques entre molécules de pectine favorisent leur séparation et la dégradation des parois végétales ; les lentilles sont amollies.
Il est recommandé de cuire les lentilles à une température inférieure à 90 °C.

### Consommation traditionnelle
Il est de coutume de manger des lentilles le 1er jour de chaque mois et, plus particulièrement, le jour de l'an. C'est un gage de prospérité pour le mois.

### Radiographie et podcasts
- François-Régis Gaudry, « On ouvre les yeux sur les lentilles », sur France Inter, 6 janvier 2019.